# PN Eins Dance
PN Eins Dance war ein privater Hörfunksender mit Sitz in Pfaffenhofen an der Ilm. Er wurde terrestrisch über DAB+ in Ingolstadt sowie online als Livestream ausgestrahlt. Der Sender verbreitet als 24-Stunden-Programm Clubsounds und elektronische Musik. Radio PN Eins wurde, wie auch der Schwestersender Radio Ilmwelle, von der PN Medien GmbH mit Sitz in Pfaffenhofen an der Ilm produziert.

## Geschichte
PN Eins wurde bereits am 10. Oktober 2013 im Testbetrieb in Ingolstadt aufgeschaltet (Kanal 11A) und im örtlichen DAB-Netz am 1. November 2013 in den Regelbetrieb überführt. Von 2014 bis September 2016 war das Programm auch in der Region Augsburg aufgeschaltet (Kanal 9C) und als Webstream gesendet. Ein bayernweites Testprogramm wurde ab dem 21. Dezember 2015 gesendet und am 2. Januar 2016 über den Kanal 10D unter dem Namen PN Eins Dance in den Regelbetrieb überführt. Die bayernweite Ausstrahlung wurde am 31. August 2016 auf einen unmoderierten Internetstream beschränkt und zum 31. Dezember 2024 komplett abgeschaltet. Sitz des Programmanbieters ist Pfaffenhofen an der Ilm.

## Programm und Musik
Der Schwerpunkt des Dance-Senders waren die Genres Dance, Electro und House. Das Programm von PN Eins Dance bestand hauptsächlich aus Clubsounds und elektronischer Musik. PN Eins Dance sendete stündlich Nachrichten mit Wetterinformationen (aus dem Rahmenprogramm der BLR) und Verkehrsservice. Ergänzt wurde das Programm durch Informationen zum Thema Musik.

## Internetaktivitäten
PN Eins Dance bot auf seiner Website zusätzliche Dienste und Titelinformationen, einen Livestream in unterschiedlichen Bandbreiten und Audioformaten und weitere Dienste in sozialen Netzwerken.